# Vakcinij
Vakcinij (znanstveno ime Vaccinium) je  rod grmičevja v družini Ericaceae (vresnic).  Sadeži mnogih vrst so užitni, nekateri imajo tudi komercialni pomen, vključno z brusnicami, borovnicami in mahunico. Kot mnoge druge vresnice, običajno uspevajo na kislih tleh.

## Razširjenost
Rod vsebuje približno 450 vrst, ki jih najdemo na hladnejših področjih severne poloble so listopadne. Veliko jih raste po gorah v tropskem in subtropskem pasu in so zimzelene.
Le štiri vrste vakcinij je samoraslih v severni Evropi: Vaccinium myrtillus (gozdna borovnica), Vaccinium uliginosum (barjanska kopišnica), Vaccinium oxycoccus (dlakava mahovnica) in Vaccinium vitis idaea (brusnica). Najdemo jih v ravninskih in gorskih območjih do 2800m nadmorske višine. 

## Etimologija
Pomen besede  vaccinium je precej nejasen. Že Plinij Starejši je uporabljal to ime za isto rastlino.

## Značilnosti
Rastline potrebujejo kisla tla in zato samorasle rastline živijo v habitatih, kot so vresje, močvirja in kisli gozdovi. Rast rastlin se razlikuje med vrstami - nekatere se vijejo po tleh, nekatere so pritlikav grm, nekatere pa so lahko večje grmičevje.

## Taksonomija
Taksonomija je zapletena in se še vedno raziskuje. Številne azijske vrste, so bolj povezane z Agapetes kot z drugimi vrstami Vaccinium. Druga skupina vključuje večino Orthaea in Notopora, nekaj Gaylussacia, ter številne vrste Vaccinium , kot je Vaccinium crassifolium.. Drugi deli Vaccinium oblikujejo druge skupine, včasih skupaj z vrstami drugimi rodov.

## Podrodovi
Klasifikacija, ki daje prednost molekularni filogeniji, deli Vaccinium v podrodove in sekcije:
Podrod Oxycoccus (mahovnica)Grmičasta zimzelena rastlina z užitnimi rdečimi jagodami, ki raste na barjih. Nekateri botaniki obravnavajo Oxycoccus kot ločen rod.
- Sect. Oxycoccus
  - Vaccinium macrocarpon - veleplodna mahovnica, tudi ameriška brusnica
  - Vaccinium microcarpum - gola mahovnica
  - Vaccinium oxycoccus - dlakava mahovnica
- Sect. Oxycoccoides
  - Vaccinium erythrocarpum

Podrod VacciniumVse druge vrste, z debelejšimi, pokončno olesenelimi poganjki in zvonastimi cvetovi.
- Sect. Batodendron
  - Vaccinium arboreum (slike Arhivirano 2009-04-17 na Wayback Machine.)
  - Vaccinium crassifolium
- Sect. Brachyceratium
  - Vaccinium dependens
- Sect. Bracteata
  - Vaccinium acrobracteatum
  - Vaccinium barandanum
  - Vaccinium bracteatum
  - Vaccinium coriaceum
  - Vaccinium cornigerum
  - Vaccinium cruentum
  - Vaccinium hooglandii
  - Vaccinium horizontale
  - Vaccinium laurifolium
  - Vaccinium lucidum
  - Vaccinium myrtoides
  - Vaccinium phillyreoides
  - Vaccinium reticulatovenosum
  - Vaccinium sparsum
  - Vaccinium varingifolium
- Sect. Ciliata
  - Vaccinium ciliatum
  - Vaccinium oldhamii
- Sect. Cinctosandra
  - Vaccinium exul
- Sect. Conchophyllum
  - Vaccinium corymbodendron
  - Vaccinium delavayi
  - Vaccinium emarginatum
  - Vaccinium griffithianum
  - Vaccinium meridionale
  - Vaccinium moupinense
  - Vaccinium neilgherrense
  - Vaccinium nummularia
  - Vaccinium retusum
- Sect. Cyanococcus
  - Vaccinium angustifolium
  - Vaccinium boreale
  - Vaccinium caesariense
  - Vaccinium corymbosum - ameriška žlahtna borovnica (tudi velika borovnica ali žlahtna borovnica)
  - Vaccinium darrowii
  - Vaccinium elliottii
  - Vaccinium formosum
  - Vaccinium fuscatum (syn. V. atrococcum)
  - Vaccinium hirsutum
  - Vaccinium koreanum
  - Vaccinium myrsinites
  - Vaccinium myrtilloides
  - Vaccinium pallidum (slike Arhivirano 2009-04-25 na Wayback Machine.)
  - Vaccinium simulatum
  - Vaccinium tenellum
  - Vaccinium virgatum (syn. V. ashei)
- Sect. Eococcus
  - Vaccinium fragile
- Sect. Epigynium
  - Vaccinium vacciniaceum
- Sect. Galeopetalum
  - Vaccinium chunii
  - Vaccinium dunalianum
  - Vaccinium glaucoalbum
  - Vaccinium urceolatum
- Sect. Hemimyrtillus
  - Vaccinium arctostaphylos
  - Vaccinium cylindraceum
  - Vaccinium hirtum
  - Vaccinium padifolium
  - Vaccinium smallii
- Sect. Myrtillus
  - Vaccinium calycinum Sm.
  - Vaccinium cespitosum
  - Vaccinium deliciosum
  - Vaccinium dentatum Sm.
  - Vaccinium membranaceum
  - Vaccinium myrtillus - navadna borovnica, gozdna borovnica, borovnica, črnica
  - Vaccinium ovalifolium (syn. V. alaskaense)
  - Vaccinium parvifolium
  - Vaccinium praestans
  - Vaccinium reticulatum Sm.
  - Vaccinium scoparium
- Sect. Neurodesia
  - Vaccinium crenatum
- Sect. Oarianthe
  - Vaccinium ambyandrum
  - Vaccinium cyclopense
- Sect. Oreades
  - Vaccinium poasanum
- Sect. Pachyanthum
  - Vaccinium fissiflorum
- Sect. Polycodium
  - Vaccinium stamineum L. - syn. V. caesium (slike Arhivirano 2009-04-25 na Wayback Machine.)
- Sect. Pyxothamnus
  - Vaccinium consanguineum
  - Vaccinium floribundum
  - Vaccinium ovatum Pursh
- Sect. Vaccinium
  - Vaccinium uliginosum L. - barjanska kopišnica, barska kopišnica; syn. V. occidentale (severni del Severne Amerike in Evrazija)
- Sect. Vitis-idaea
  - Vaccinium vitis-idaea L. - brusnica (del Severne Amerike in Evrazija)